# 菲尼克斯 (密西西比州)
菲尼克斯（英語：Phoenix）是位於美國密西西比州亞祖縣的非建制地區。

## 歷史
菲尼克斯的郵局於1882年設立，其後於1953年停運。

## 地理
菲尼克斯所處的海拔為高於海平面108米（即354英呎），而該地所採用的時區為UTC-6，即北美中部時區（CST）。同時該地設有夏令時間，為UTC-6調快一小時，即UTC-5（CDT）。